# El Caribe (República Dominicana)
El Caribe es un periódico dominicano fundado en Santo Domingo el 14 de abril de 1948 por el estadounidense Stanley Ross.  El periódico es propiedad de Multimedios del Caribe, y es publicado por Editora del Caribe, C. por A.

## Historia
Si bien el fundador inmediato es Ross, su patrón fue Rafael Trujillo, a la sazón presidente del país, habiendo sido proclamado ganador de los comicios de 1947. Trujillo fue propietario El Caribe entre 1948 y 1954.
El jefe de redacción fundador en 1948 fue Rafael Herrera.  El ejemplar inaugural en abril de 1948 era oficialmente vendido a 5¢.  Entre el personal fundador se encontraba también la reportera y redactora María Ugarte, quien eventualmente fue responsable del suplemento cultural entre 1963 y 1998, y luego Directora de Suplementos.  Entre 1948 y 1961 publicó unas 4,000 veces El Caribe la influyente columna Foro Público, la cual imprimió más de 30,000 cartas, en las cuales se denunciaba, defendía o lisonjeaba a empleados gubernamentales, incluyendo a Trujillo. Mientras que muchas eran genuinamente del público, y resultaban en amonestaciones y purgas, se trataba en realidad de una solapada herramienta de propaganda del Partido Dominicano, manejada desde Palacio Nacional.
En 1956 fue confiscada la editorial a su entonces propietario, Germán Emilio Ornes Coiscou.  A fines de 1961, el gobierno de Joaquín Balaguer restituyó las acciones a Ornes, quien recién volvía del exilio.  A principios del nuevo milenio, el periódico era propiedad del Banco Popular.: 582 
En 1997 se construyó un «Centro de Documentación de la Editora El Caribe (OGM)», una hemeroteca que descansa fundamentalmente en la colección que el periódico El Caribe hizo de "todos los periódicos publicados en nuestro país", y que contiene además 2.5 millones de fotografías tomadas por el periódico entre 1948 y 2000.  En 2021, El Caribe fue el tercer periódico no estadounidense cuya hemeroteca —aún con derecho de autor— fue digitalizada por el Center for Research Libraries.
A principios del s. xxi, el director era Osvaldo Santana, quien fue sucedido por Nelson Rodríguez en 2021.  El Caribe imprime diariamente una página editorial con columnas de opinión, la cual no pasó desapercibida entre los ministros del gobierno del s. xx. El Caribe ha editorializado por restringir la inmigración ilegal haitiana.
El Caribe participa en la Sociedad Dominicana de Diarios, de la cual en 2022 es vocal el director del periódico.

## Crítica
A principios del s. xxi, Encyclopædia Britannica calificó a El Caribe como uno de los dos «más influyentes diarios de la isla,» refiriéndose a La Española; en ésa misma época, la historiadora Lauren Derby, discutiendo la estrategia mediática del gobierno, llamó a El Caribe «el principal órgano del régimen de Trujillo en los 1950s.»: 297 